# Соболев, Николай Алексеевич (Герой Советского Союза)
Никола́й Алексе́евич Со́болев (9 декабря 1921 — 13 января 1996) — капитан Советской Армии, участник Великой Отечественной войны, Герой Советского Союза (1944).

## Биография
Николай Соболев родился 9 декабря 1921 года в Борисоглебске (ныне — Воронежской области). Окончил Воронежский авиационный техникум, занимался в аэроклубе. В 1940 году Соболев был призван на службу в Рабоче-крестьянскую Красную Армию. В 1942 году он окончил Балашовскую военную авиационную школу пилотов. С августа того же года — на фронтах Великой Отечественной войны. В боях два раза был ранен.
К апрелю 1944 года старший лейтенант Николай Соболев командовал звеном 237-го штурмового авиаполка 305-й штурмовой авиадивизии 9-го смешанного авиакорпуса 17-й воздушной армии 3-го Украинского фронта. К тому времени он совершил 92 боевых вылета на штурмовку скоплений боевой техники и живой силы противника, нанеся ему большие потери.
Указом Президиума Верховного Совета СССР от 1 июля 1944 года за «образцовое выполнение боевых заданий командования на фронте борьбы с немецкими захватчиками и проявленные при этом мужество и героизм» старший лейтенант Николай Соболев был удостоен высокого звания Героя Советского Союза с вручением ордена Ленина и медали «Золотая Звезда» за номером 3920.
К 9 мая 1945 года выполнил 140 боевых вылетов.
В 1946 году в звании капитана Соболев был уволен в запас. Проживал и работал в Харькове. В 1955 году Соболев окончил Всесоюзный заочный институт советской торговли. Автор мемуаров (Соболев Н. А. Отважные сыны Отчизны. — 1985). Скончался 13 января 1996 года, похоронен на харьковском кладбище № 2.
Был также награждён двумя орденами Красного Знамени, орденами Александра Невского, Отечественной войны 1-й степени и Красной Звезды, рядом медалей.